# Дињаш
Дињаш (рум. Diniaş) је насељено место у општини Улбеч, која припада округу Тимиш у Румунији. По шаљивом календару "Прикапало" (Пешта, 1865) произилази да назив места има везе са бостанџијама. Насеље је значајно по присутној српској националној мањини у Румунији.

## Положај насеља
Село Дињаш се налази у источном, румунском Банату, на 20 km удаљености од Србије. Од Темишвара село је удаљено око 25 km. Сеоски атар је у равничарском делу Баната. Кроз насеље протиче канал прокопан коритом речице зване "Цеба". Поред села протиче река Бегеј.

## Историја
Место се први пут помиње 1660. и 1666. године у "Катастигу" манастира Пећке патријаршије. Становништво православно српско, дало је прилог за обнову тог манастира. Записани су тада Срби становници: домаћин Новак (код њега су монаси коначили оба пута), поп Аћим, Петко, Михаило Драгић и Дмитар Халабука.
По "Румунској енциклопедији" место су населили Срби и имаће увек српски карактер (до 1990). Ту је 1717. године записано чак 50 кућа.
У атару села постоји архаични потез "Црквине", где је некада била црква. Године 1764. Дињаш је био село у Темишварском протопопијату. По царском ревизору Ерлеру 1774. године Diniasch је српско насеље, у Барачком округу. Православно парохијско звање је основано и црквене матичне књиге се воде од 1779. године. Када је 1797. године пописан православни клир ту су четири свештеника. Пароси, поп Теодор Поповић (рукоп. 1767), поп Кузман Поповић (1791), поп Николаје Кузмановић (1780) и ђакон Стефан Николајевић (1797) служили су се српским и румунским језиком.
Године 1890. у Дињашу се радило на ликвидацији тамошње "Дињашке задруге за међусобно помагање и штедњу". Образован је Ликвидациони одбор да исту спроведе и реферише скупштини задруге.
Године 1905. Дињаш је велика општина, у Пардањском срезу. Ту живи 1.697 становника у 355 домова. Срби су у великој већини; има их 1.574 православне душе или 93%, са 350 кућа. Од српских јавних здања ту су православна црква и две народне школе. ПТТ инфраструктура је комплетна у месту. Обновљена црква је освећена у октобру 1937.

## Становништво
По последњем попису из 2002. године село Дињаш имало је 1.007 становника. Последњих деценија број становништва опада.
Село је некада било претежно насељено Србима, али су после више колонизација румунског становништва они данас постали мањина. Национални састав на појединим пописима био је следећи:
| Година пописа | 1910. год.    | 1992. год.  | 2002. год.  |
| Укупно ст.    | 1.655         | 959         | 1.007       |
| Срби          | 1.578 (95,3%) | 399 (41,6%) | 297 (29,5%) |
| Румуни        | 31 (1,9%)     | 488 (50,9%) | 674 (66,9%) |
| остали        | 46 (2,8%)     | 72 (7,5%)   | 36 (3,6%)   |

## Духовни живот
По државном шематизму православног клира у Угарској, у Дињашу је 1846. године било 1.503 православна житеља.
Православно парохијско звање основано је 1700. године. Матрикуле црквене су заведене 1897. године. Садашња црква је саграђена на месту старе цркве плетаре из 1733. године. Градња нове цркве посвећене празнику Летњи Св. Никола је трајала 1835—1841. године. Темпло је дрвен, резбарили су га браћа Јанићи из Арада, а иконостас је осликао иконописац Љубомир Александровић 1864. године, копирајући верно Данилов иконопис у темишварској саборној цркви. Године 1935. зидови црквени су декоративно моловани. Дињашки храм је претрпео много накнадних оправки и дотеривања. Чак три пута је олуја рушила крст на торњу - звонику. Последња темељна обнова богомоље је била 2002—2003. године, прилогом највећег добротвора Душана Лазића.
Месно свештенство су 1846. године чинили тада Ћирил Марковић (администратор 1831—1878) и Василије Николајевић (капелан 1831). Јефтимије Јовановић (1823—1893) родом из Беодре, оженио је 1855. године као богослов, кћерку дињашког пароха Марковића, и био постављен за тастовог капелана у Дињашу. Провео је у Дињашу, замењујући болесног пароха-таста до његове смрти 1878. године. Због редукције броја парохија, укинута је његова парохија, па се морао силом прилика преместити у Тараш, где је запустио службу и на крају извршио самоубиство 1893. године. Поп Јефта је имао солидно образовање, након завршених шест разреда гимназије у Карловцима, наставио је двогодишњу филозофију у Сегедину. Определивши се свештеничком позиву, кренуо је у вршачку Богословију коју је прекинуо због мађарске буне 1848. године, и избегао у Кнежевину Србију. У млађим данима бавио се књижевношћу и новинарством. Сарађивао је са српским листовима (пишући дописе, песме и прозу): "Световидом", и у додатку "Светозору", "Седмицом", "Србобраном" итд. По протопрезвитерском извештају о стању парохија крајем 1891. године, у Дињашу је следеће стање. Ту живи 1.513 православних становника, у 324 српска дома. Има једна православна црква са једним свештеником. Епархијске власти су 1898. године дозволиле дињашкој црквено-школској општини да купи некретнине: 43 ланца земље за цркву, и половину сесије земље за школски фонд. Михаил Николајевић парох у Дињашу је одликован правом ношења црвеног појаса 1905. године. Те године је српска православна црквена општина у Дињашу, под председништвом Вељка Нециног. Црквено-општински посед је велик, чак 229 кј земље. Православна парохија је треће платежне класе, има парохијски дом, а парохијска сесија износи 36 кј. земље. Дињашани су били 1907. године финансијски у неповољном положају због великих намета. Јуна 1907. године постављен је за администратора дињашке парохије Душан Чонић, родом из Црне Баре.

## Образовање
Купац српске књиге 1831. године је био учитељ дињашки "благоразумни" Константин Јеринић (Еремић). Дињашка народна школа је 1846. године имала 50 ученика, којима је предавао учитељ Илија Ђурић. За претплатнике омладинског листа "Млада Србадија" пријавили су се 1870. године А. Табаковић, Љубица Табаковић и Софија Николајевић. У јесен 1891. године изабрана је за учитељицу у Дињашу, Марија Малешевић. У лето 1893. године Дињашани су расписали стечај на мањак, за градњу женске школе, чија је вредност радова по предрачуну износила 2725 ф. Августа 1893. године расписан је стечај за упражњено место учитељице у дињашкој српској вероисповедној женској школи, са платом од 300 ф. Конкурс истоветан објављен је 1894. и 1895. године, али сада даје већу плату 360 ф. а рок је пише - Томина недеља. Конкурс за дињашког учитеља у вероисповедној школи расписан је 1897. године, а понуђена плата износила је 400 ф. Постављен је 1897. године учитељ у дињашкој школи Светислав Радојчић, који ће поднети оставку већ 1899. године. Перовођа школског одбора је тада Пера Михајловић учитељ. У српској вероисповедној школи у Дињачу радили су 1897—1907. године Павле Павловић и Ана Јовановић. Године 1899. изабран је на неправилан начин учитељ Д. Жупански, па је избор поништен. Стечај за упражњено учитељско место у петоразредној школи у Дињашу отворен је 1901. године. Учитељ је тражен августа 1900. године, па марта 1902. године, са годишњом платом од 800 круна. Узабран је 1900. године за учитеља у Дињашу Бошко Букуров. У месту је 1902. каже се - угледно и лепо школско здање. Школа је 1905. године српска народна, и има два школска здања, за раздвојену мушку и женску децу. У Дињашу су систематизоване две учитељске снаге 1905. године. Учитељ Павле Павловић родом из Српског Итебеја, сталан са декретом, бави се задругарством; Учитељица је Ана Јовановић родом из Великог Бечкерека. Редовну наставу прати 153 ђака, а у недељну школу иде 25 ученика старијег узраста. Учитељица у Дињашу 1913. године је М. Журановићка.
Дванаест Дињашана је скупило 1895. године прилог 11 ф. за Фонд Св. Саве, намењен подизању храма на Врачару у Београду. А црквена општина у Дињашу сама је дала, у исто време 50 ф. 
У Дињашу је 1904. године основана Српска земљорадничка задруга са неограниченом одговорношћу.
Познати мештани Дињаша су:
- Светомир Рајков (1921-1995), писац
- Светозар Марков (рођ. 1943), песник
- Миомир Тодоров (рођ. 1953), публициста